# فرناندو شفر
فرناندو شفر (انگلیسی: Fernando Scheffer؛ زادهٔ ۶ آوریل ۱۹۹۸) شناگر اهل برزیل است.
وی در مسابقات کشوری و بین‌المللی در مجموع برندهٔ ۶ مدال طلا، ۴ مدال نقره، ۱ مدال برنز شده‌است.